# Ясная Поляна (Каховский район)
Ясная Поляна (укр. Ясна Поляна) — село в Горностаевской поселковой общине Каховского района Херсонской области Украины.
Население по переписи 2001 года составляло 70 человек. Почтовый индекс — 74620. Телефонный код — 5544. Код КОАТУУ — 6522684504.